# Brett Studman
Brett Studman (* 19. April 1985 in Kempsey, Australien) ist ein ehemaliger australischer Fußballspieler.

## Karriere
Studman spielte 2005/06 in der Premierensaison der A-League für die Newcastle United Jets, kam aber lediglich am 4. Spieltag zum Einsatz, bevor ihn eine Knöchelverletzung zurückwarf. Am Saisonende erhielt er keine Vertragsverlängerung und wechselte in die NSW Premier League zu den Bankstown City Lions. Im Sommer 2009 absolvierte er als Testspieler das erste offizielle Spiel der neu gegründeten A-League-Mannschaft North Queensland Fury gegen die singapurische Mannschaft Tampines Rovers, erhielt allerdings kein Vertragsangebot. Ein Jahr später holte ihn Robbie Middleby, der als Kapitän im Debütspiel gegen die Tampines Rovers ebenfalls mitwirkte und am Saisonende in das Management des Klubs wechselte, doch noch zu Fury.
2001 gehörte Studman zum 18-köpfigen Aufgebot Australiens bei der U-17-Weltmeisterschaft in Trinidad und Tobago. Während des Turniers wurde er einmal eingewechselt.